# Mirjam Horwitz
Mirjam Horwitz (15 de junio de 1882 - 26 de septiembre de 1967) fue una actriz y directora teatral de nacionalidad alemana. 

## Biografía
Nacida en Berlín, Alemania, junto a su esposo, Erich Ziegel (1876-1950), dirigió hasta 1926 el Hamburger Kammerspiele, en ese momento uno de los teatros alemanes de mayor importancia fuera de Berlín. Entre los diferentes intérpretes que estudiaron con ella figuran Mita von Ahlefeldt y Carl-Heinz Schroth, y también trabajó con Gustaf Gründgens y Luzy von Jacobi. 
Con la llegada del Nazismo, Horwitz, que era judía, hubo de huir con su marido a Viena, Austria. Tras finalizar la Segunda Guerra Mundial también actuó de manera ocasional en el cine.
Mirjam Horwitz falleció en Lütjensee, cerca de Hamburgo, Alemania, en 1967. Fue enterrada junto a su marido, en el cementerio Ohlsdorf de dicha ciudad. 

## Selección de su filmografía
- 1913: Richard Wagner (muda), de Carl Froelich, con Giuseppe Becce y Olga Engl.
- 1913: Die schwarze Natter (muda), de Franz Hofer, con Emmerich Hanus.
- 1957: Die Zürcher Verlobung, de Helmut Käutner, con Liselotte Pulver, Paul Hubschmid y Bernhard Wicki.
- 1958: Frau im besten Mannesalter, de Axel von Ambesser, con Marianne Koch.